# Edwardsina aspera
Edwardsina aspera är en tvåvingeart som beskrevs av Peter Zwick 1977. Edwardsina aspera ingår i släktet Edwardsina och familjen Blephariceridae. Inga underarter finns listade i Catalogue of Life.